# Chrysoritis violescens
Chrysoritis violescens is een vlinder uit de familie van de Lycaenidae. De wetenschappelijke naam van de soort is voor het eerst gepubliceerd in 1971 door Charles Gordon Campbell Dickson.
De soort komt voor in Zuid-Afrika (Noord-Kaap).